# Amedeo Ugolini
Amedeo Ugolini (Costantinopoli, 30 aprile 1896 – Torino, 6 maggio 1954) è stato uno scrittore, giornalista e politico italiano.
Giunto in Italia per arruolarsi nell'esercito nel 1916, si ferma a Chiavari alla fine della guerra e si dedica alla scrittura. Dopo che Mussolini prese il potere, partecipa alla lotta antifascista e poi alla resistenza italiana, legandovi indissolubilmente la sua storia.
Esiliato a Parigi nel 1937 è animatore del giornale antifascista La voce degli italiani. Arrestato dalla Gestapo in Francia nel 1943, quindi tradotto nelle carceri italiane, viene liberato in Italia alla caduta di Mussolini. Membro del CLN  e del PCI svolse un ruolo importante nell'immediato dopoguerra nel definire le istituzioni democratiche e repubblicane, in particolare a Torino dove diresse l'edizione regionale dell'Unità e fu consigliere comunale.
In un'abbondante opera (romanzi, racconti, poesie, articoli di giornale), Ugolini rivendica la sua appartenenza ad un «realismo lirico» che ne fa un precursore del neorealismo: Italo Calvino vedeva in lui un vero narratore. Ma la sua maniera di narrare, molto «comportamentalista» lo ravvicina pure a scrittori statunitensi quali Ernest Hemingway o John Steinbeck.

## Biografia
Nato a Costantinopoli il 30 aprile 1896, nipotino di un repubblicano romagnolo esiliato in Turchia per motivi politici, giunge in Italia nel 1916 per fare il militare quando l'Italia entrò in guerra dalla parte degli alleati. Dopo la guerra si stabilisce a Bologna, «città rossa», ove, nel 1923, vara con Tommaso Chiarini una rivista letteraria, L'accigliata, che rimane relativamente confidenziale.
Si stabilisce poi a Chiavari, in provincia di Genova), ove si dedica alla sua attività di scrittore (romanzi, racconti, poesie) creando, con alcuni altri scrittori, un movimento che chiama «realismo lirico». Il suo lavoro ottiene un certo riconoscimento: nel 1934, con la trilogia I fuggiaschi, scritta tra il 1929 e il 1933, consegue il premio «Foce». Ciò nonostante la sua situazione economica rimane precaria. In questo periodo si sposa, e dal matrimonio avrà tre figli. A questo stesso periodo risale l'impegno politico antifascista, molto coerente con gli antecedenti famigliari. Messo sotto sorveglianza nel 1932, partecipa, con altri scrittori, alla lotta clandestina.
Mantiene rapporti con gli italiani antifascisti in esilio («fuorusciti»), fin quando, nel 1937, riesce, anche lui, a partire per Parigi. Lì entra in contatto con i dirigenti del quotidiano La Voce degli italiani, quelli del gruppo vicino al PCI in esilio. Ivi pubblica vari articoli sotto vari pseudonimi e in particolare, dal 1938, prende cura della pagina culturale di questo giornale. Il tema predominante di questi articoli sarà la difesa dei repubblicani spagnoli e la condanna delle dittature nazifasciste (Italia, ovviamente, Germania, Spagna, Giappone). A questo giornale affida anche racconti, alcuni già pubblicati prima dell'esilio, altri scritti in Francia sul tema della guerra di Spagna.
In quest'ambito incontra la sua seconda compagna, Gina Pifferi, anch'essa militante antifascista in esilio. Dopo aver aderito al PCI in una data indeterminata, partecipa al congresso internazionale degli scrittori, nel 1938, a fianco di Romain Rolland, Nikolaj Gogol', Henri Barbusse.
Con il divieto dei partiti e dei giornali comunisti in Francia, in seguito all'annuncio del patto germano-sovietico, questo periodo d'intensa attività giornalistica finisce e Ugolini è di nuovo costretto, con Gina Pifferi, alla clandestinità.
Arrestato nel gennaio 1942 dalla Gestapo viene poi consegnato alle autorità italiane e condannato a cinque anni di reclusione. Graziato e liberato il 26 agosto del 1943, dopo la prima caduta di Mussolini, raggiunge la resistenza in Liguria e diventa, poi, uno dei dirigenti del governo provvisorio istituito dal CLN (Comitato di Liberazione Nazionale) del Piemonte fino alla liberazione definitiva di questa regione nel maggio 1945.
Dirige l'edizione regionale dell'Unità a Torino prima e dopo la sua uscita dalla clandestinità, e vi pubblica anche degli articoli. Viene raggiunto dalla sua compagna che aveva partecipato alla resistenza in Francia (FTP-MOI) e diventa padre di una bambina nel 1946. Contemporaneamente riprende la sua opera di romanziere (nel 1950 Dieci soldi di tabacco ottiene il premio Alassio) e di poeta e partecipa alla pubblicazione di riviste (in particolare Realismo lirico).
Messo in disparte (probabilmente per via di nuovi orientamenti politici) dalla direzione dell'Unità, vi prosegue pubblicazioni e si dedica ad un progetto di edizione francese delle sue opere, ma muore nel 1954 prima di poterlo ultimare.
Dopo una bella manifestazione della sinistra italiana unanime al suo funerale, l'ultimo romanzo Marta in paese di frontiera viene pubblicato postumo nel 1956. Viene creato un effimero premio di poesia Amedeo Ugolini, e viede dato il suo nome ad una via di Chiavari ed a una strada a Torino.
Amedeo Ugolini ha iniziato un movimento che si è sviluppato dopo la guerra nel neorealismo, e alcuni dei suoi romanzi possono benissimo essere paragonati a quelli di Mario Soldati, Beppe Fenoglio o Ignazio Silone o, anche, a quelli di John Steinbeck.

## Opere

### Romanzi
- Il carro dei folli, Corbaccio, Milano, 1929.
- I denti del diavolo, Marzano, Genova, 1929.
- La banca dei sogni, Delfo, Genova, 1930.
- I fuggiaschi, Delfo, Genova, 1932.
- La casa di Dio, Delfo, Genova, 1933.
- Le ruote, Delfo, Genova, 1934.
- [I tre precedenti compongono una trilogia col titolo generale I fuggiaschi].
- Uno come gli altri, Einaudi, Torino, 1945.
- Dieci soldi di tabacco, Macchia, Roma, 1950, premio Alassio.
- Marta in paese di frontiera, Ceschina, Milano, 1956.

### Novelle
- Il fanale, raccolto di novelle, Delfo, Genova, 1934, premio Foce.
- Il Ghiacciaio, in L'Unità, 1951, Premio Saint-Vincent per il giornalismo.
- Frida, in Medica, Quaderni di l'Elite, gennaio 1955, inizialmente pubblicata nella Voce degli Italiani, 3 agosto 1939
- Malaga, in Realismo Lirico, ottobre 54 (pubblicata nella Voce degli Italiani dal 16 al 19 novembre 1937).
- Monsieur Paul, in Patria Indipendente, 23 maggio 1954.
- La storia di Ignazio, postuma, in L'Unità, ed. piemontese, martedì 8 maggio 1956.

### Poesie
- Dieci poemi in prosa, con 10 disegni di R.Cenni, Liguria, Genova, 1951, di poesie in prosa.

### Teatro
- L'albergo nell'oasi, dramma in prosa, rivista Teatro del giorno, 1949.

### Articoli di giornale
In L'Unità, 27 agosto 1946, Partigiani.

### Opere collettive sui fuorusciti
- Italiens et Espagnols en France, 1938-1946(in francese), Parigi, 1991, fonds CIRCE.
- L'Italia in Esilio/L'Italie en exil, ACS, CEDEI, IICP, Roma, maggio 1993.

### Articoli su Ugolini in enciclopedie
- Ugolini in Nuova Enciclopedia Sonzogno, fasc. 124 (da Turati a Urbino), Milano, s.d., p. 3953.
- Amedeo Ugolini, in Enciclopedia dell'antifascismo e della Resistenza, La Pietra, Milano, 1989.
- Amedeo Ugolini, in Annuario 1949-1989 di Resistenza e Storia d'Italia, Quarant'anni di vita dell'Istituto Nazionale per la Storia del Movimento di liberazione in Italia e degli Istituti associati, sotto la direzione di Gaetano Grassi, Francoangeli, 1993.

### Articoli in giornali e riviste
- In L'Unità, 7 maggio 1954: Grave lutto della classe operaia e della resistenza: È morto il compagno Amedeo Ugolini, n.s.
- Raimondo Luraghi, La scomparsa di Amedeo Ugolini: Come lo ricordiamo. Articolo necrologico dello stesso giorno senza nome d'autore.
- R. Dotti, Amedeo Ugolini letterato e antifascista, in Il Movimento di liberazione in Italia, 1954, mag. nº30.
- Ambrogio Donini, Amedeo Ugolini, in Rinascita, luglio 1954, n.6.
- Amedeo Ugolini, necrologia stampata fuori paginazione alla fine di Documenti per l'8º congresso, Federazione Torinese del P.C.I, Ed. La nostra forza, maggio 1954, firmata Il Comitato Direttivo della Federazione Torinese del PCI.
- Giulio Cogni, Ricordo di Amedeo Ugolini, in Ridotto, Venezia, luglio-agosto 1954.
- Rivista Realismo Lirico: Numero straordinario... dedicato ad un Omaggio ad Amedeo Ugolini, N°4 bis, ottobre 1954, numerose contribuzioni.
- Italo Calvino, Ricordo di Ugolini, in Patria indipendente, 1955, n.11. (Stesso testo che in Realismo Lirico di ottobre '54).
- Davide Lajolo, Ricordo di Ugolini, in Vie Nuove, 5 giugno 1955.
- Giuseppe Ravegnani, prefazione all'edizione postuma di I fuggiaschi, Parenti, Firenze, novembre 1955.
- Nerio Tebano, Amedeo Ugolini: ricordando il scrittore a due anni della morte, in Calendario del popolo, maggio 1956.
- Carlo Carando, recensione della riedizione di I fuggiaschi (Ed Parenti), in Il 7B, Giornale dei lavoratori della RIV, Turin, 25 juin 1956.
- Salvatore Rizzo, Amedeo Ugolini, in Tra poeti e narratori, studi critici, Liguria, Genova, 1956, p. 67.
- Serafino Maiolo, Il libro postumo di Amedeo Ugolini, Marta in paese di frontiera, in Realismo Lirico, N°19-20, Ceschina, Milano, gennaio-aprile 1957.